# Soussac
Soussac ist eine französische Gemeinde mit 184 Einwohnern (Stand 1. Januar 2022) im Département Gironde in der Region Nouvelle-Aquitaine. Sie gehört zum Arrondissement Langon und zum Kanton Le Réolais et Les Bastides.

## Geografie und Infrastruktur
Die Gemeinde Saussac liegt 34 Kilometer nordöstlich von Langon im Osten des Weinbaugebietes Entre deux mers. Sie grenzt im Norden an Saint-Antoine-du-Queyret, im Nordosten an Listrac-de-Durèze, im Osten an Auriolles, im Süden an Cazaugitat und im Westen an Mauriac. Im Saussac entspringt die Vignague.
Die ehemalige Route nationale 672 führt über Soussac.

## Bevölkerungsentwicklung
| Jahr                       | 1962 | 1968 | 1975 | 1982 | 1990 | 1999 | 2011 | 2020 |
| Einwohner                  | 285  | 260  | 221  | 230  | 195  | 159  | 177  | 193  |
| Quellen: Cassini und INSEE |      |      |      |      |      |      |      |      |

## Sehenswürdigkeiten

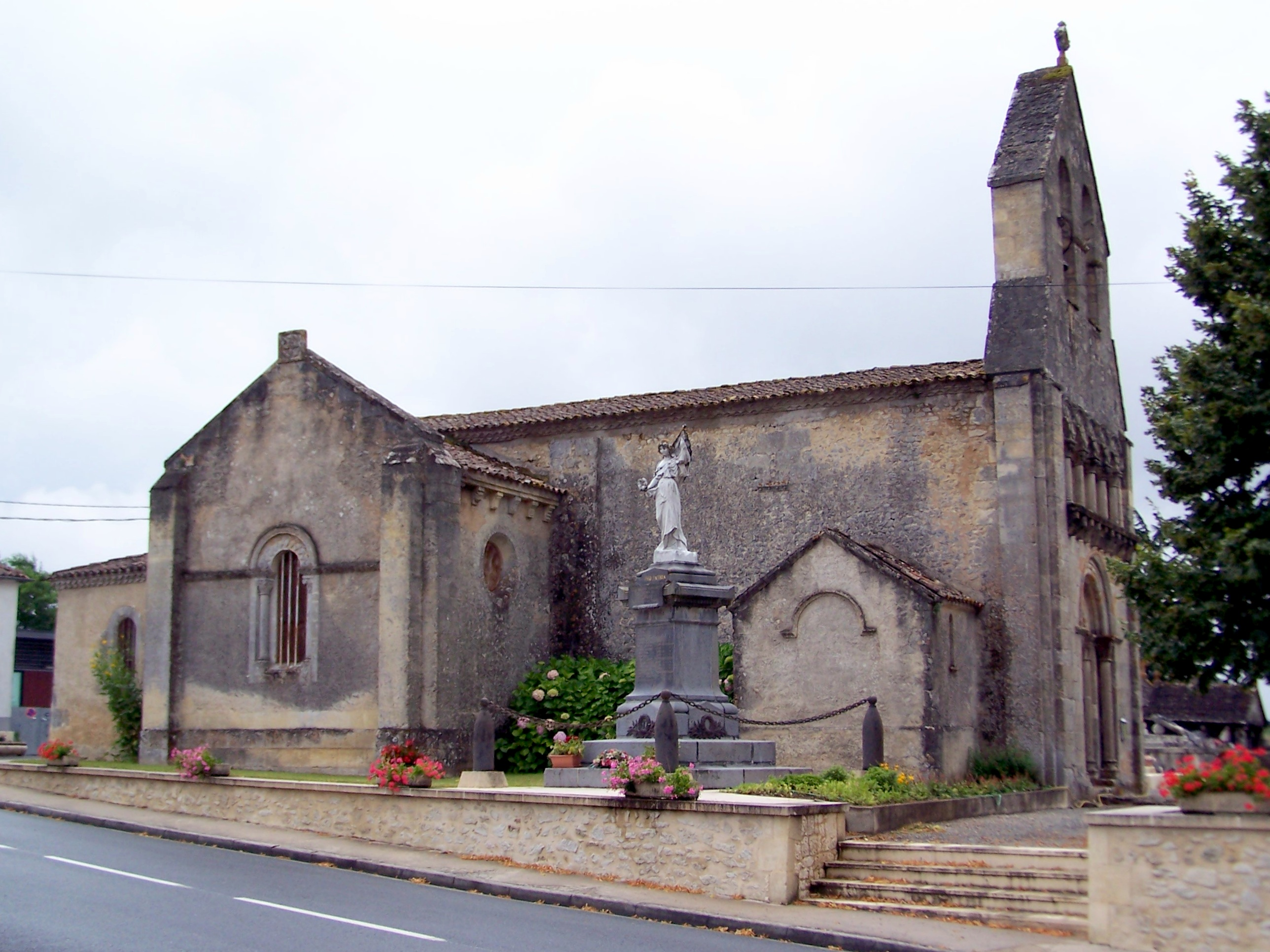
Kirche Saint-Hilaire
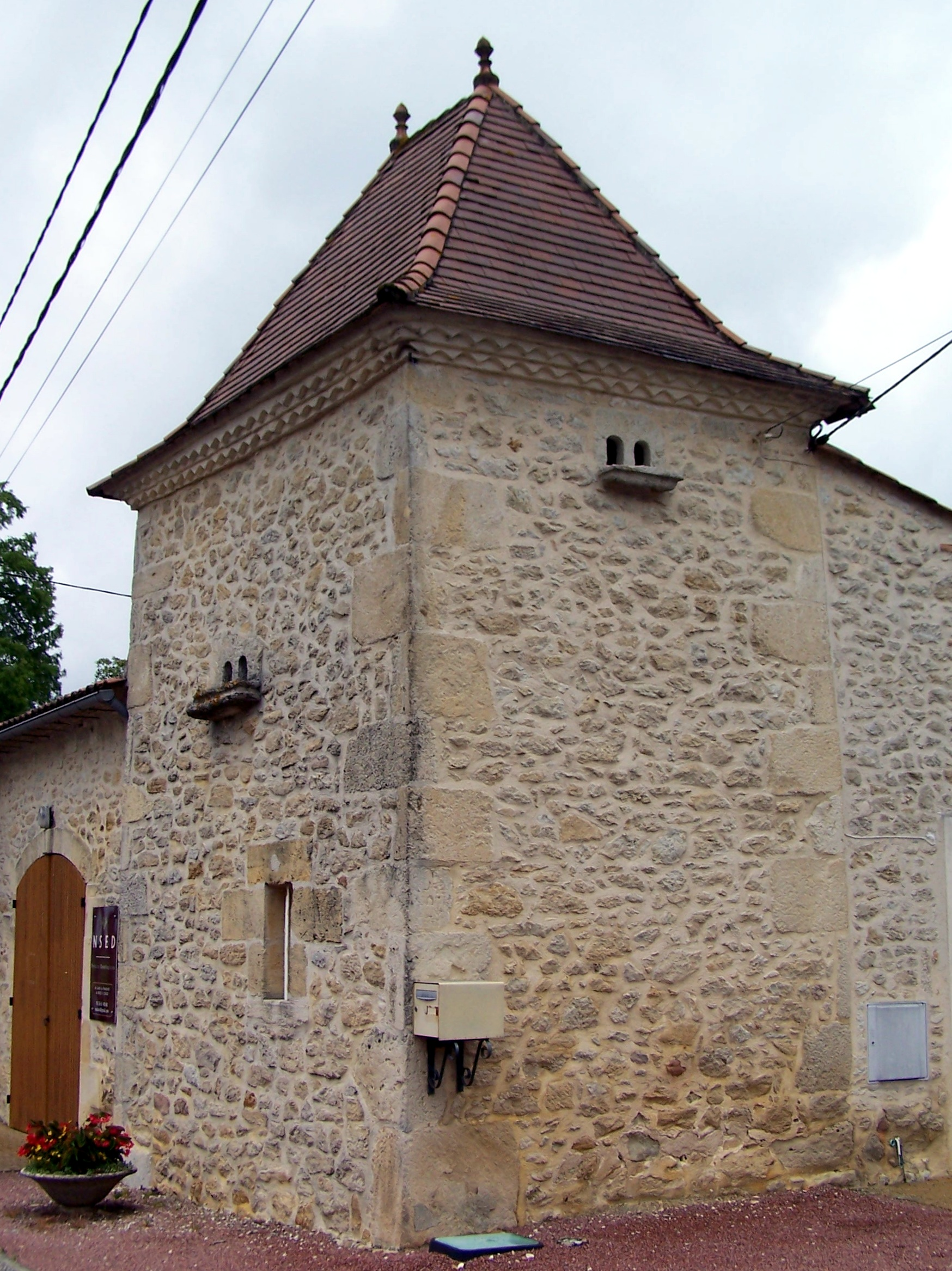
Taubenturm
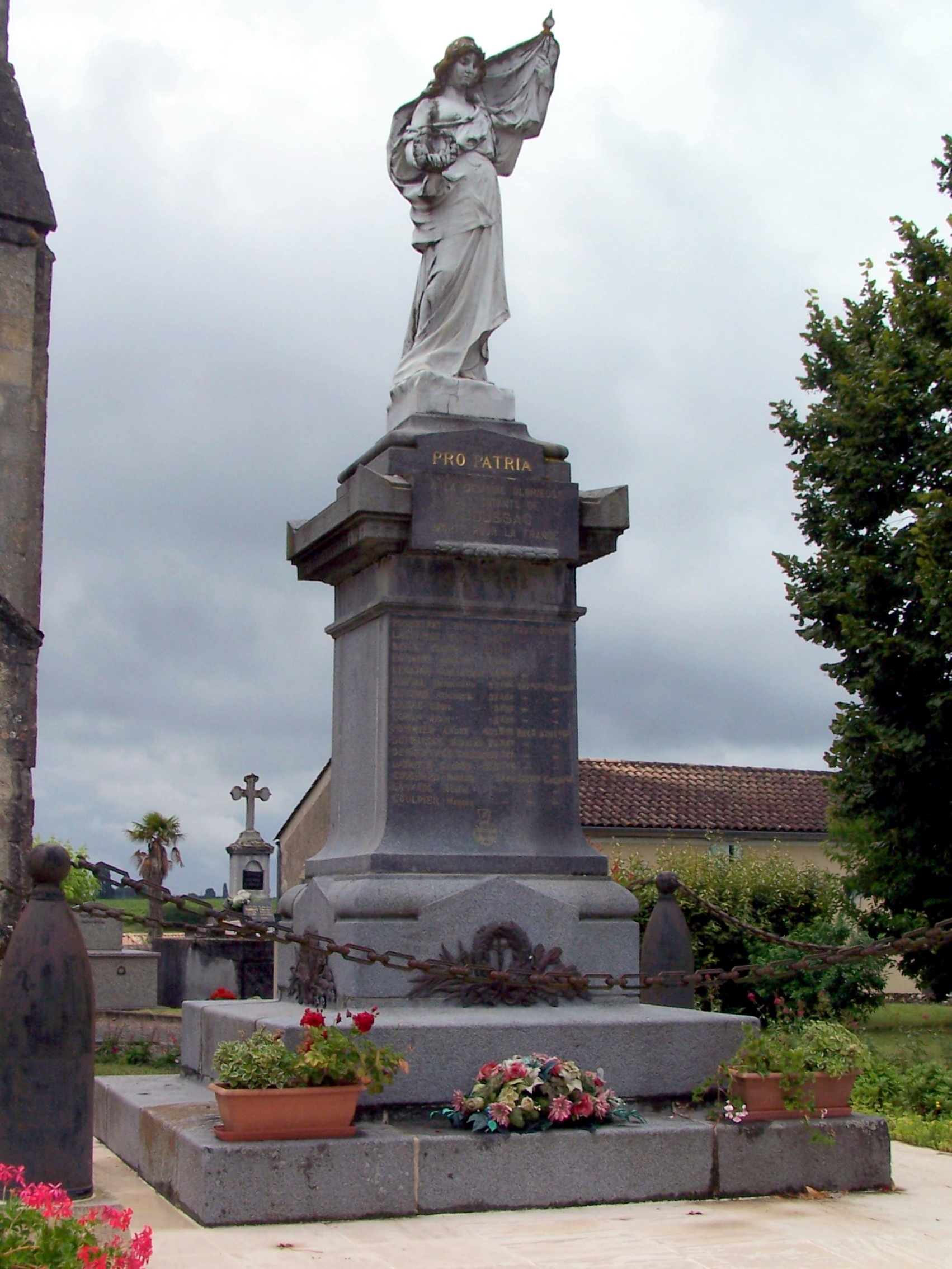
Gefallenendenkmal

- Kirche Saint-Hilaire
- Taubenturm
- Gefallenendenkmal